# Edmond Panariti
Edmond Panariti, född den 1 juni 1960 i Tirana i Albanien, är en albansk politiker som var landets jordbruksminister i Regeringen Rama mellan 15 september 2013 och 13 september 2017. Mellan 2012 och 2013 var han landets utrikesminister.
Panariti studerade veterinärmedicin och avlade år 1984 examen vid universitet i Tirana. Han blev filosofie doktor 1993. Panariti har avlagt akademiska examina och är professor i toxikologi. Panariti inledde sin karriär som forskare vid avdelningen för radiobiologi vid institutet för veterinärforskning åren 1984-1989. Han var ordförande vid avdelningen för miljötoxikologi vid institutet för veterinärforskning  åren 1992-1995. Panariti arbetade även för folkhälsoinstitutet åren 1996-1998. Panariti var styrelsesuppleant i institutet för veterinärforskning åren 1998-2006.
Panariti är sedan 2004 medlem i partiet Socialistiska rörelsen för integration (LSI). Han valdes år 2011 in i Tiranas kommunråd. Panariti utsågs den 3 juli 2012 som efterträdare till Edmond Haxhinasto i rollen som Albaniens utrikesminister.